# Adam Kazanowski (zm. 1648)
Adam Kazanowski herbu Grzymała (zginął 26 maja 1648 roku w bitwie pod Korsuniem) – oboźny koronny (dworski) w latach 1645–1648, starosta niegrodowy czerkaski, starosta tłumacki w 1636 roku.
Poseł na sejm 1641 roku. Poseł na sejm ekstraordynaryjny 1642 roku.